# Total Immersion Racing
Total Immersion Racing – gra wyścigowa wydana przez Empire Interactive w 2002 roku.
Obejmuje ona trzy rodzaje klas samochodów: GT, GTS i PRO (Prototyp). Można ścigać się zarówno na rzeczywistych, jak i wymyślonych torach. Istnieją cztery poziomy trudności: amatorski, profesjonalny, legendowy i ekstremalny.

## Tryby gry

### Pojedynczy wyścig
Polega na ściganiu się dostępnym samochodem, na dowolnym odblokowanym torze. Można wykonać od jednego do dwudziestu pięciu okrążeń. Dodatkowo można ustawić porę na dzień lub wieczór (na większości torów).

### Kariera
Rozpoczyna się w samochodzie GT o niskiej mocy. Gra zapewnia możliwość awansowania, aż do osiągnięcia mistrzostwa kategorii PRO i odblokowania wszystkich samochodów i torów.

### Próba czasowa
W tym trybie wyzwaniem jest osiągnięcie najlepszych czasów okrążeń na dowolnym z torów, wybranym samochodem.

### Wyzwanie
Polega na ukończeniu trzydziestu siedmiu wyzwań w pięciu klasach: GT, GTS, PRO, Producent i Wytrzymałość.

## Pojazdy
Dostępnych jest siedemnaście samochodów podzielonych na trzy grupy: GT, GTS i PRO.
| Pojazd               | Klasa |
| -------------------- | ----- |
| Abt Audi TT-R        | GT    |
| Audi R8              | PRO   |
| Bentley EXP Speed 8  | PRO   |
| BMW M3 GTR           | GT    |
| BMW V12 LMR          | PRO   |
| Dome S101            | PRO   |
| Lister LMP           | PRO   |
| Lister Storm         | GTS   |
| McLaren F1 GTR       | GTS   |
| Noble M12 GTO        | GT    |
| Panoz Esperante GTR1 | GTS   |
| Panoz LMP-1 Evo      | PRO   |
| Pilbeam LMP          | PRO   |
| Quaife GT1           | GT    |
| Rockingham Champ Car | PRO   |
| Sintura GTS          | GTS   |
| Vemac 320R           | GTS   |